# Finales de la ABA de 1974
Las Finales de la ABA de 1974 fueron las series definitivas de los playoffs de 1974 y suponían la conclusión de la temporada 1973-74 de la ABA, con victoria de New York Nets, campeón de la División Este, sobre Utah Stars, campeón de la División Oeste. En la pista sólo hubo un jugador que pasaría a formar parte del Basketball Hall of Fame, Julius Erving de los Nets.

## Resumen
| Partido | Fecha       | Equipo local | Resultado | Equipo visitante |
| ------- | ----------- | ------------ | --------- | ---------------- |
| 1       | 30 de abril | New York     | 89-85     | Utah             |
| 2       | 4 de mayo   | New York     | 118-104   | Utah             |
| 3       | 6 de mayo   | Utah         | 100-103   | New York         |
| 4       | 8 de mayo   | Utah         | 97-89     | New York         |
| 5       | 10 de mayo  | New York     | 111-100   | Utah             |

Nets gana las series 4-1

## Enfrentamientos en temporada regular
Durante la temporada regular, los Nets y los Stars se vieron las caras en ocho ocasiones, jugando cuatro encuentros en el Nassau Veterans Memorial Coliseum y otros cuatro en el Salt Palace, con 5 victorias para el conjunto neoyorquino por tres de los Stars.
| 21 de octubre | Utah Stars | 94–114 | New York Nets |                                                             |
|               |            |        |               |                                                             |
|               |            |        |               | Pabellón: Nassau Veterans Memorial Coliseum, Uniondale (NY) |

| 8 de noviembre | New York Nets | 109–124 | Utah Stars |                                       |
|                |               |         |            |                                       |
|                |               |         |            | Pabellón: Salt Palace, Salt Lake City |

| 21 de noviembre | Utah Stars | 92–105 | New York Nets |                                                             |
|                 |            |        |               |                                                             |
|                 |            |        |               | Pabellón: Nassau Veterans Memorial Coliseum, Uniondale (NY) |

| 24 de noviembre | New York Nets | 119–113 | Utah Stars |                                       |
|                 |               |         |            |                                       |
|                 |               |         |            | Pabellón: Salt Palace, Salt Lake City |

| 16 de diciembre | Utah Stars | 109–129 | New York Nets |                                                             |
|                 |            |         |               |                                                             |
|                 |            |         |               | Pabellón: Nassau Veterans Memorial Coliseum, Uniondale (NY) |

| 28 de diciembre | New York Nets | 97–107 | Utah Stars |                                       |
|                 |               |        |            |                                       |
|                 |               |        |            | Pabellón: Salt Palace, Salt Lake City |

| 16 de febrero | New York Nets | 105–116 | Utah Stars |                                       |
|               |               |         |            |                                       |
|               |               |         |            | Pabellón: Salt Palace, Salt Lake City |

| 13 de marzo | Utah Stars | 76–97 | New York Nets |                                                             |
|             |            |       |               |                                                             |
|             |            |       |               | Pabellón: Nassau Veterans Memorial Coliseum, Uniondale (NY) |